# Sarah & Pietro

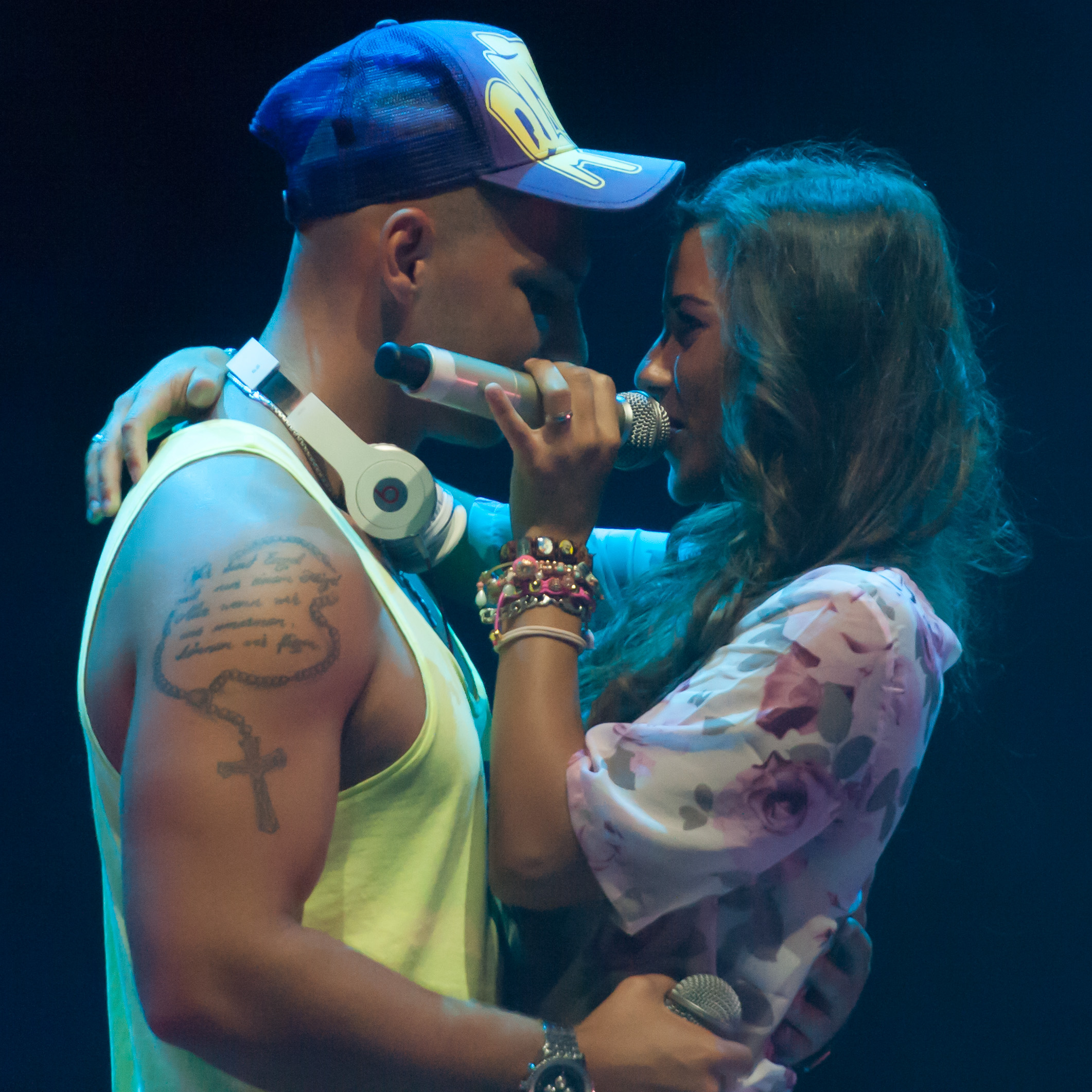
Sarah & Pietro (2014)

Sarah & Pietro waren ein deutsches Popmusik-Duo, bestehend aus Sarah Engels und Pietro Lombardi. 

## Das Ehepaar Lombardi
Die beiden lernten sich 2011 bei der achten Staffel von Deutschland sucht den Superstar kennen, in der Lombardi den ersten und Engels den zweiten Platz belegte. Am 1. März 2013 heirateten sie, und Engels nahmen den Familiennamen Lombardi an. Sie trennten sich im Oktober 2016.

## Musikkarriere
Mitte März 2013 erschien mit der Ballade Dream Team die erste Single des Duos. Sie platzierte sich in Deutschland auf Platz 41, in Österreich auf Platz 60 und in der Schweiz auf Platz 65 der Singlecharts. Das gleichnamige Album wurde am 22. März 2013 veröffentlicht. Das Popalbum erreichte Platz 33 in Deutschland, Platz 37 in Österreich und Platz 69 in der Schweiz.
Im Juni 2015 erschien die erste deutschsprachige Single Nimmerland von Sarah & Pietro. Der Song wurde als Titeltrack für die zweite Staffel ihrer Doku-Soap, Sarah & Pietro … bekommen ein Baby, ausgewählt. Der Song erreichte in Deutschland Platz 32 und in Österreich Platz 28. Anfang Februar 2016 erschien mit Nur mit Dir ein weiterer Song aus dem neuen Album, der dem gemeinsamen Sohn gewidmet wurde. Das deutschsprachige Album Teil von mir wurde von Hermann Niesig produziert. In Österreich erreichte das Album Platz 27 und in der Schweiz und Deutschland Platz 35 der Charts. Mitte März desselben Jahres erschien der Song Unsere Reise als Promo-Single sowie im April der Song Teil von mir als Videoauskopplung.

## Fernsehkarriere
2015 wurde die vierteilige Doku-Soap Sarah & Pietro … bauen ein Haus ausgestrahlt. In dieser wurde das Ehepaar beim Hausbau begleitet. Aufgrund des Quotenerfolgs und einem Marktanteil von durchschnittlich 7,5 Prozent in der Zielgruppe der 14- bis 49-Jährigen startete im Juni desselben Jahres die zweite Staffel unter dem Titel Sarah & Pietro … bekommen ein Baby. In sechs Folgen wurden sie bei der Vorbereitung der Geburt ihres Kindes begleitet. Die Folgen wurden im Vergleich zur ersten Staffel auf eine Stunde Sendezeit verlängert. Im Durchschnitt sahen 1,29 Millionen Zuschauer die zweite Staffel; durchschnittlich erreichten die Folgen 8,1 Prozent Marktanteil in der Zielgruppe der 14- bis 49-Jährigen. Die dritte Staffel Sarah & Pietro … im Wohnmobil durch Italien startete im Januar 2016 mit 13 Episoden. Alle drei Staffeln wurden im April 2016 auf DVD veröffentlicht.
Nach der Trennung des Ehepaars wurde im November 2016 ein dreiteiliges Special unter dem Titel Sarah & Pietro – Die ganze Wahrheit ausgestrahlt. Sarah und Pietro Lombardi drehten dafür getrennt voneinander. In der Zielgruppe der 14- bis 49-Jährigen wurde beim Start des Specials ein Marktanteil von 13,3 Prozent erreicht. Insgesamt sahen die Sendung 1,72 Millionen Zuschauer.

## Diskografie

### Studioalben
| Jahr | Titel Musiklabel                    | Höchstplatzierung, Gesamtwochen, AuszeichnungChartplatzierungen (Jahr, Titel, Musiklabel, Platzierungen, Wochen, Auszeichnungen, Anmerkungen) | Höchstplatzierung, Gesamtwochen, AuszeichnungChartplatzierungen (Jahr, Titel, Musiklabel, Platzierungen, Wochen, Auszeichnungen, Anmerkungen) | Höchstplatzierung, Gesamtwochen, AuszeichnungChartplatzierungen (Jahr, Titel, Musiklabel, Platzierungen, Wochen, Auszeichnungen, Anmerkungen) | Anmerkungen                         |
| Jahr | Titel Musiklabel                    | DE | AT | CH | Anmerkungen                         |
| ---- | ----------------------------------- | --- | --- | --- | ----------------------------------- |
| 2013 | Dream Team Polydor (UMG)            | DE33 (2 Wo.)DE | AT37 (1 Wo.)AT | CH69 (1 Wo.)CH | Erstveröffentlichung: 22. März 2013 |
| 2016 | Teil von mir Kick-Media Music (RTD) | DE35 (1 Wo.)DE | AT27 (1 Wo.)AT | CH35 (1 Wo.)CH | Erstveröffentlichung: 18. März 2016 |

### Singles
| Jahr | Titel Album                                        | Höchstplatzierung, Gesamtwochen, AuszeichnungChartplatzierungen (Jahr, Titel, Album, Platzierungen, Wochen, Auszeichnungen, Anmerkungen) | Höchstplatzierung, Gesamtwochen, AuszeichnungChartplatzierungen (Jahr, Titel, Album, Platzierungen, Wochen, Auszeichnungen, Anmerkungen) | Höchstplatzierung, Gesamtwochen, AuszeichnungChartplatzierungen (Jahr, Titel, Album, Platzierungen, Wochen, Auszeichnungen, Anmerkungen) | Anmerkungen |
| Jahr | Titel Album                                        | DE | AT | CH | Anmerkungen |
| ---- | -------------------------------------------------- | --- | --- | --- | --- |
| 2011 | I Miss You Heartbeat                               | DE2 (13 Wo.)DE | AT6 (9 Wo.)AT | CH14 (5 Wo.)CH | Erstveröffentlichung: 17. Juni 2011 als Sarah Engels & Pietro Lombardi                                                   |
| 2011 | It’s Christmas Time Pietro Style (Special Edition) | — | AT75 (1 Wo.)AT | — | Erstveröffentlichung: 2. Dezember 2011 mit Pietro Lombardi Original: Pietro Lombardi – When Your Heart Is Missing a Beat |
| 2013 | Dream Team                                         | DE41 (3 Wo.)DE | AT60 (1 Wo.)AT | CH65 (1 Wo.)CH | Erstveröffentlichung: 15. März 2013                                                                                      |
| 2015 | Nimmerland Teil von mir                            | DE32 (3 Wo.)DE | AT28 (2 Wo.)AT | — | Erstveröffentlichung: 12. Juni 2015                                                                                      |
| 2016 | Nur mit dir Teil von mir                           | DE40 (1 Wo.)DE | AT42 (1 Wo.)AT | — | Erstveröffentlichung: 5. Februar 2016                                                                                    |

### Promo-Singles
| Jahr | Titel Album               | Anmerkungen                         |
| ---- | ------------------------- | ----------------------------------- |
| 2016 | Unsere Reise Teil von mir | Erstveröffentlichung: 18. März 2016 |

## Auszeichnungen
- 2013: Bravo Otto – Hot Couple of the Year
- 2016: InTouch Awards – Paar des Jahres